# دنی مارتین
دنی مارتین (اسپانیایی: Dani Martín‎؛ زادهٔ ۱۹ فوریهٔ ۱۹۷۷) خواننده و بازیگر اهل اسپانیا است. وی بین سال‌های ۱۹۹۴ تا ۲۰۲۳ میلادی فعالیت می‌کرد.
از فیلم‌ها یا برنامه‌های تلویزیونی که وی در آن نقش داشته‌است، می‌توان به پس از کلاس، شمارش معکوس، مدرسه راک، ۷ زندگی، مردان پاکو، آغوش‌های گسسته و تورنته ۳: محافظ شخصی اشاره کرد.